# Jacob Chase
Jacob Chase est un acteur, scénariste, réalisateur et producteur américain, né le 1er juillet 1986 à Los Angeles en Californie.

## Biographie
Jacob Chase naît en juillet 1986 dans le quartier de Panorama City de Los Angeles, en Californie.
Au début des années 2000, il assiste à l'université d'État de Californie à Long Beach.
En 1995, il apparaît à la télévision, dans la série Sing Me a Story with Belle.
En 2010, il présente son premier long métrage The Four-Faced Liar pour lequel il reçoit le prix du meilleur film au festival Outfest.
En octobre 2018, on annonce qu'il adapte son propre court métrage Larry, en tant que scénariste et réalisateur, en version longue sous le titre Come Play, avec les acteurs Gillian Jacobs et John Gallagher, Jr..

## Filmographie

### En tant qu'acteur

#### Longs métrages
- 1998 : Freak Weather de Mary Kuryla : Albert
- 2004 : Em & Me de L. James Langlois : Pitcher

#### Téléfilms
- 1998 : Babylon 5: In the Beginning de Michael Vejar : Luc Deradi
- 1998 : Le Meilleur des mondes (en) (Brave New World) : Gabriel

#### Séries télévisées
- 1995 : Sing Me a Story with Belle
- 1997 : Conan : Dee-ahn (saison 1, épisode 6 : The Ruby Fruit Forest)
- 1998 : Sept à la maison (7th Heaven) : Mark Huff (saison 3, épisode 4 : The Legacy)
- 1998 : Incorrigible Cory (Boy Meets World) : Dominick (saison 7, épisode 1 : Show Me the Love)
- 2001 : Jack and Jill : Gary (saison 2, épisode 10 : Battle of the Bahamas)

### En tant que monteur

#### Longs métrages
- 2010 : The Four-Faced Liar de lui-même
- 2013 : Best Friends Forever de Brea Grant
- 2013 : The Secret Lives of Dorks de Salomé Breziner
- 2014 : Helicopter Mom de Salomé Breziner
- 2015 : Liés à jamais (The Inherited) de Devon Gummersall

#### Courts métrages
- 2004 : The Lifting de lui-même
- 2006 : Sycamore Creek de lui-même
- 2006 : Detention de lui-même
- 2006 : The Clown de Tatum Shank
- 2007 : The Faithful de lui-même
- 2007 : GunPlay de Keith Schwalenberg
- 2008 : Fantastic Feelings de lui-même
- 2008 : The Fork de Robert N. Fried
- 2009 : Til My Voice Is Gone de Sam Griffith
- 2009 : I Have It de Sam Griffith
- 2010 : We Salute You de Tatum Shank
- 2011 : Patient Zero de lui même
- 2011 : After-School Special de lui-même
- 2014 : Mediation de Francisco Lorite
- 2014 : How to Make it to the Promised Land de Sam Zalutsky
- 2015 : Tempus d'Ian Clay

### En tant que producteur

#### Courts métrages
- 2004 : The Lifting de lui-même
- 2006 : Detention de lui-même
- 2006 : The Clown de Tatum Shank
- 2015 : Amy de lui-même
- 2017 : Larry de lui-même

#### Série télévisée
- 2021 : Girl in the Woods (postproduction)

### En tant que réalisateur

#### Longs métrages
- 2010 : The Four-Faced Liar
- 2020 : Come Play

#### Courts métrages
- 2004 : The Lifting
- 2006 : Sycamore Creek
- 2006 : Detention
- 2007 : The Faithful
- 2007 : Hideaway
- 2008 : Fantastic Feelings
- 2011 : Patient Zero
- 2011 : After-School Special
- 2015 : Amy
- 2017 : Larry

#### Série télévisée
- 2021 : Girl in the Woods (postproduction)

### En tant que scénariste

#### Longs métrages
- 2020 : Come Play de lui-même

#### Courts métrages
- 2004 : The Lifting de lui-même
- 2006 : Sycamore Creek de lui-même
- 2006 : Detention de lui-même
- 2007 : The Faithful de lui-même
- 2008 : Fantastic Feelings de lui-même
- 2015 : Amy de lui-même
- 2017 : Larry de lui-même